# Pamela Moore (Schriftstellerin)
Pamela Moore (geboren 22. September 1937 in New York City; gestorben 7. Juni 1964) war eine US-amerikanische Autorin.  

## Leben
Pamela Moore war die Tochter des Journalisten und Autors Don Moore und der Autorin Isabel Walsh. 
Pamela Moore besuchte die Schule Rosemary Hall in Greenwich (Connecticut) und das Barnard College in Manhattan. Schon mit achtzehn Jahren veröffentlichte sie ihren ersten Roman Chocolates for Breakfast, der sich sogleich als Bestseller herausstellte und im Laufe der Zeit eine Auflage von einer Million Exemplaren in elf Sprachen hatte. Ihre weiteren vier Romane fanden nicht diese Anerkennung.
Moore war seit 1958 mit dem  Rechtsanwalt Adam Kanarek verheiratet; sie hatten einen 1963 geborenen Sohn. Moore verübte 1964 Suizid.

## Werke
- Chocolates for breakfast. Holt, Rinehart & Winston, 1956.
  - Cocktails zum Frühstück : Roman. Aus dem Amerikanischen von Ernst Laue. München : Desch, 1957.
  - Cocktails, mit einem Nachwort von Emma Straub. Aus dem Englischen von Tanja Handels. Piper, München. 2015, ISBN 978-3-492-05692-2.
- East Side story. London : Longmans, 1961 (= Pigeons of St. Mark's Place oder = Diana).
- The horsy set. New York, Simon and Schuster, 1963.
  - Der Reitklub : Roman. Aus d. Amerikan. von Waldemar Kabus. Stuttgart : Römer-Verlag, 1967.
- Teenybopper.  Paperback Library Inc., New York, 1964 (= The Exile of Suzy-Q).